# Amblypodia ribbei
Amblypodia ribbei är en fjärilsart som beskrevs av Johannes Karl Max Röber 1886. Amblypodia ribbei ingår i släktet Amblypodia och familjen juvelvingar. Inga underarter finns listade i Catalogue of Life.